# Jerzy Sladky
Jerzy Sladky, ps. „Rojan” (ur. 1880 lub 1881) – polski działacz niepodległościowy, żołnierz Legionów Polskich, nauczyciel.

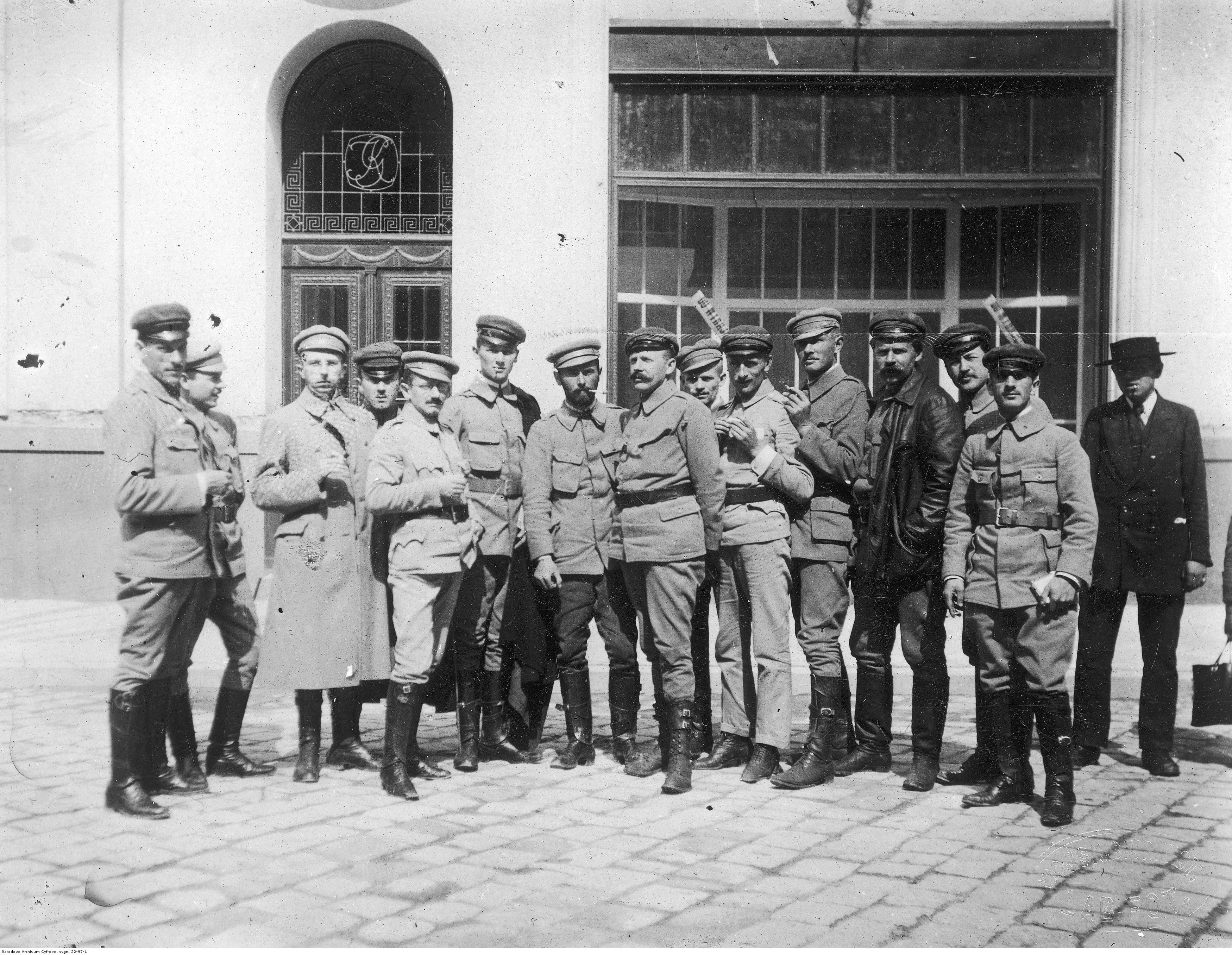
Rada Główna Związku Walki Czynnej (czerwiec 1914). Na zdjęciu Jerzy Sladky

## Życiorys
Urodził się w 1880 lub w 1881 w Krakowie. Pochodził z Żytomierza. Zamieszkiwał w Januszpolu na Wołyniu. Przed 1914 podjął studia i był dziennikarzem. Studiował medycynę w Krakowie. Tam w 1909 należał do Związku Walki Czynnej. Był członkiem krakowskiego Związku Strzeleckiego, został absolwentem kursu oficerskiego i uzyskał „parasol”. W sierpniu 1913 w Zakopanem był uczestnikiem Letniej Szkoły Instruktorskiej Związku Strzeleckiego w Stróży. Nosił pseudonim „Rojan”. Był też działaczem lwowskiej organizacji „Życie”. W 1911 był członkiem Sekcji Narciarskiej Towarzystwa Tatrzańskiego. W 1908 był już żonaty z Julią z domu Jaroszewicz. Ich małżeństwo rozpadło się, a ona w 1914 wyszła ponownie za mąż za Kazimierza Świtalskiego.
Po wybuchu I wojny światowej wstąpił do oddziałów strzeleckich. Po zebraniu ochotnikow na krakowskich Oleandrach 7 sierpnia 1914 sformował 13 kompanię strzelecką, której został dowódcą. Od 7 sierpnia 1914 był dowódcą 13 kompanii strzeleckiej, a od 16 sierpnia 1914 dowodził 4 kompanią IV batalionu. W szeregach Legionów Polskich był żołnierzem 1 pułku piechoty w składzie I Brygady Legionów Polskich. 9 października 1914 został mianowany na stopień porucznika piechoty, po czym skierowany do prac werbunkowych, pracując w tym zakresie w Sosnowcu. W listopadzie 1914 był tam komendantem okręgowym. Jego żoną w tym czasie była Honorata „Nora” Sladky, zajmująca się wyżywieniem. Potem został dowódcą 2 kompanii II batalionu uzupełniającego 5 pułku piechoty. Następnie od 10 lutego do 23 maja 1915 dowodził 2 kompanią II batalionu 5 pp. Za nieuzasadnione oddalenie się od kompanii podczas bitwy pod Konarami w maju 1915 odebrano mu dowództwo i został zdegradowany. Później był komendantem kompanii szkolnej Szkoły Chorążych od 1 marca do 1 maja 1916. 29 marca 1916 został przeniesiony do półbatalionu etapowego. Według stanu z października 1916 był zastępcą komendanta obozu w Baranowiczach. Pod koniec 1916 został zwolniony z Legionów.
Pracował jako lekarz we Lwowie. W 1926 był profesorem Gimnazjum Żeńskiego im. Adama Mickiewicz w Kielcach, gdzie uczył przyrodoznawstwa i chemii. W połowie lat 30. przebywał w Równem (nauczycielką była tam jego żona). Według innej wersji był żonaty z Areg. 

## Odznaczenia
- Krzyż Niepodległości (1937)[22]
- Odznaka Oficerska Związków Strzeleckich („Parasol”)[23][1]